# Миллесгорден
Миллесгорден (швед. Millesgården) — государственный художественный музей и парк скульптур в Швеции, созданный шведским скульптором Карлом Миллесом и его супругой — художницей Ольгой Миллес.
Скульптурный парк и музей Миллесгорден находятся в восточной Швеции, на территории коммуны Лидингё близ Стокгольма. В 1906 году супруги-скульпторы Ольга и Карл Миллес покупают здесь участок земли и в 1908 году строят по проекту архитектора Карла Бенгтссона дом и художественную мастерскую. В дальнейшем расширением и перепланировкой здания занимается брат Карла, Эверт Миллес. При помощи новых покупок территория владения в 1920—1931 годах была значительно увеличена. В 1931 году супруги Миллес уезжают в США. В 1936 году ими создаётся особый фонд Миллесгорден, и дом с парком передаются на правах дарения шведскому государству.
Большой скульптурный парк возник после возвращения Миллеса из США в 1950 году. Здесь он разместил копии монументальных памятников, находящихся в различных городах США и Швеции. После смерти К. Миллесса 19 сентября 1955 года он был похоронен в небольшой лесной капелле на территории парка. Рядом с ним покоится умершая в 1967 году его супруга Ольга, австрийка по происхождению.
Новое здание на территории парка постройки архитектора Юхана Цельсинга представляет собой художественный музей (открыт в 1999 году). В нём организуются выставки шведских и зарубежных художников и скульпторов. В здании также находится вход в парк скульптур и небольшой магазин, торгующий сувенирами и предметами искусства.

## Галерея

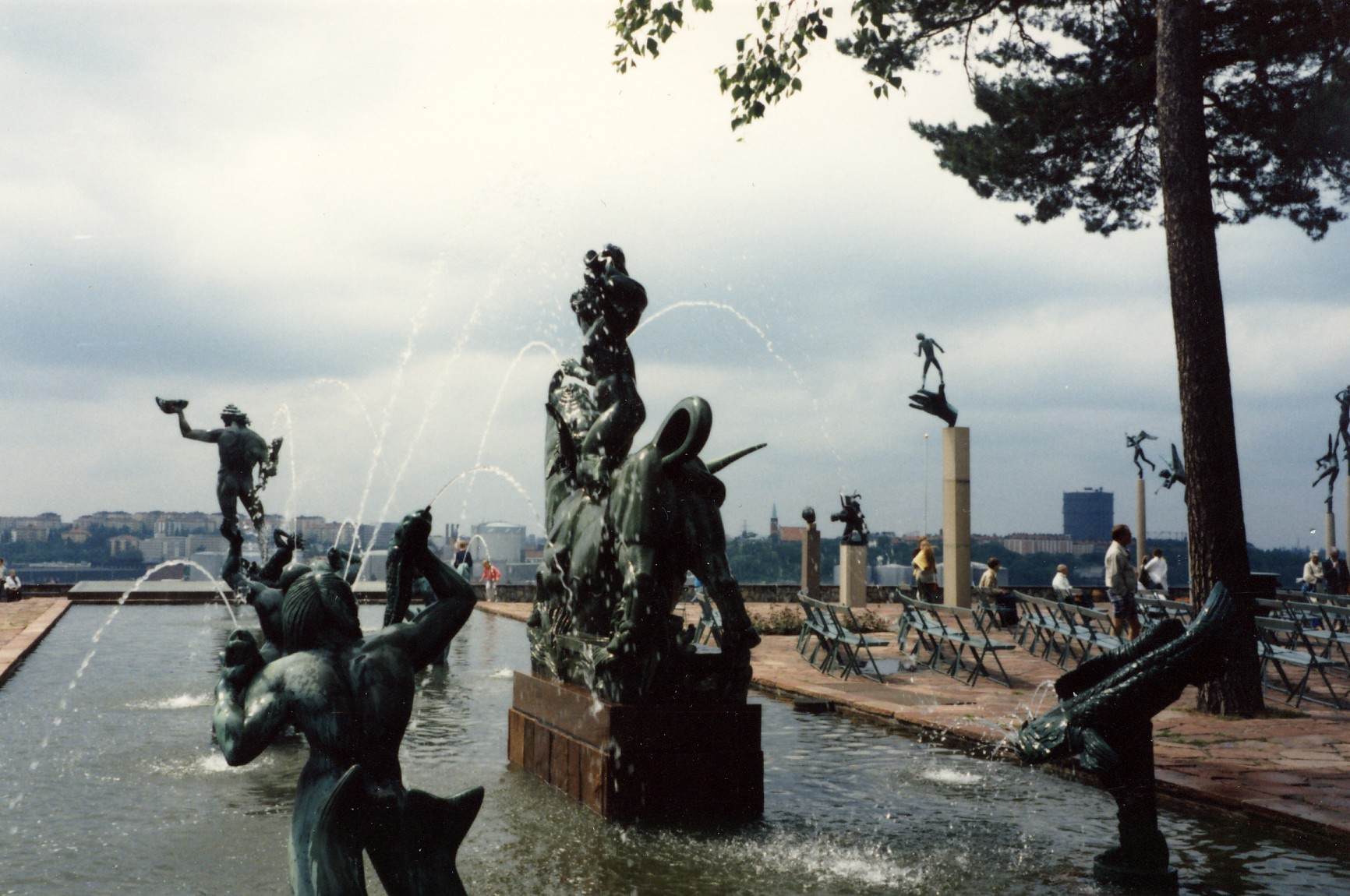
Скульптурный парк
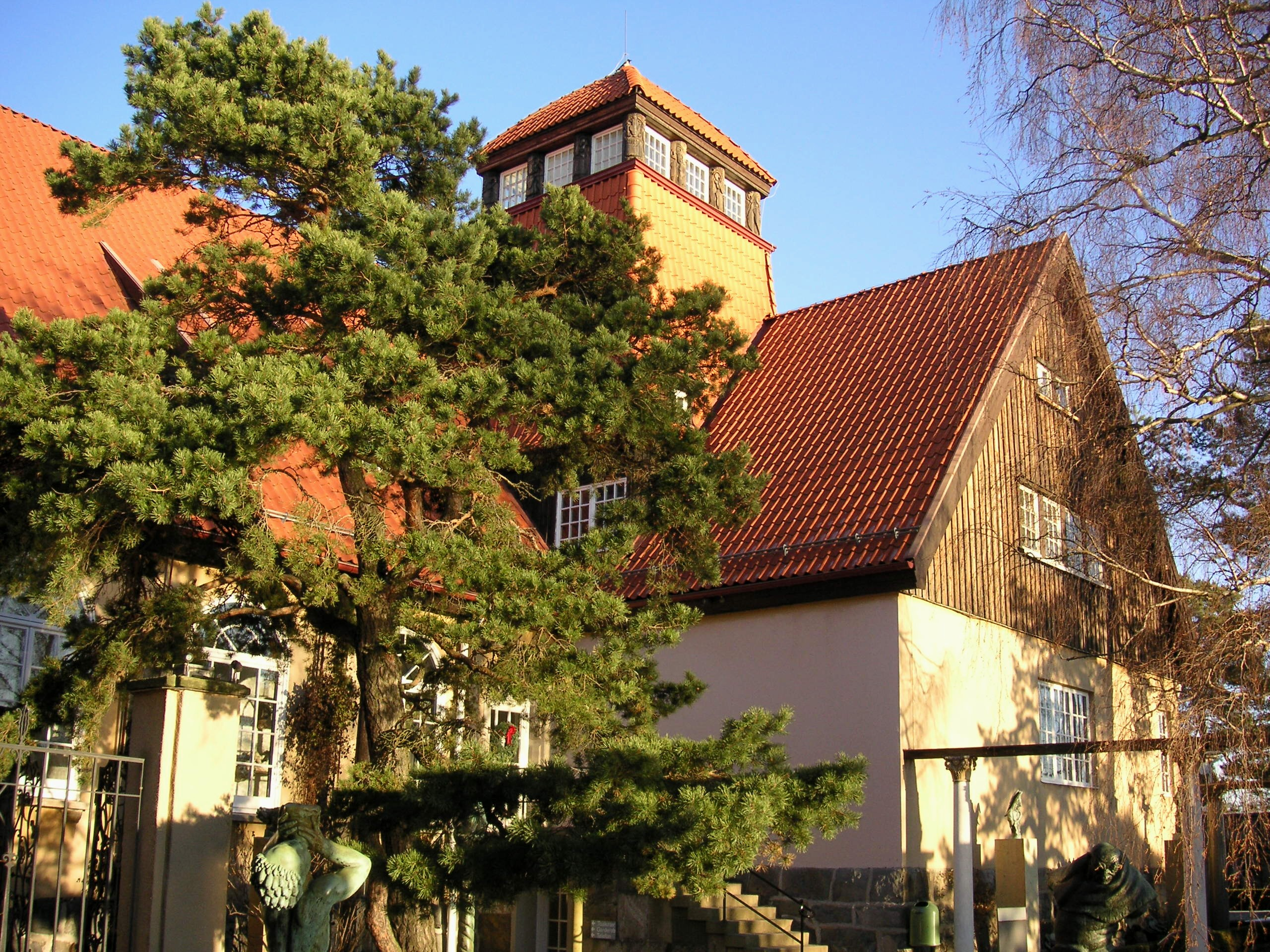
Здание музея в Миллесгорден
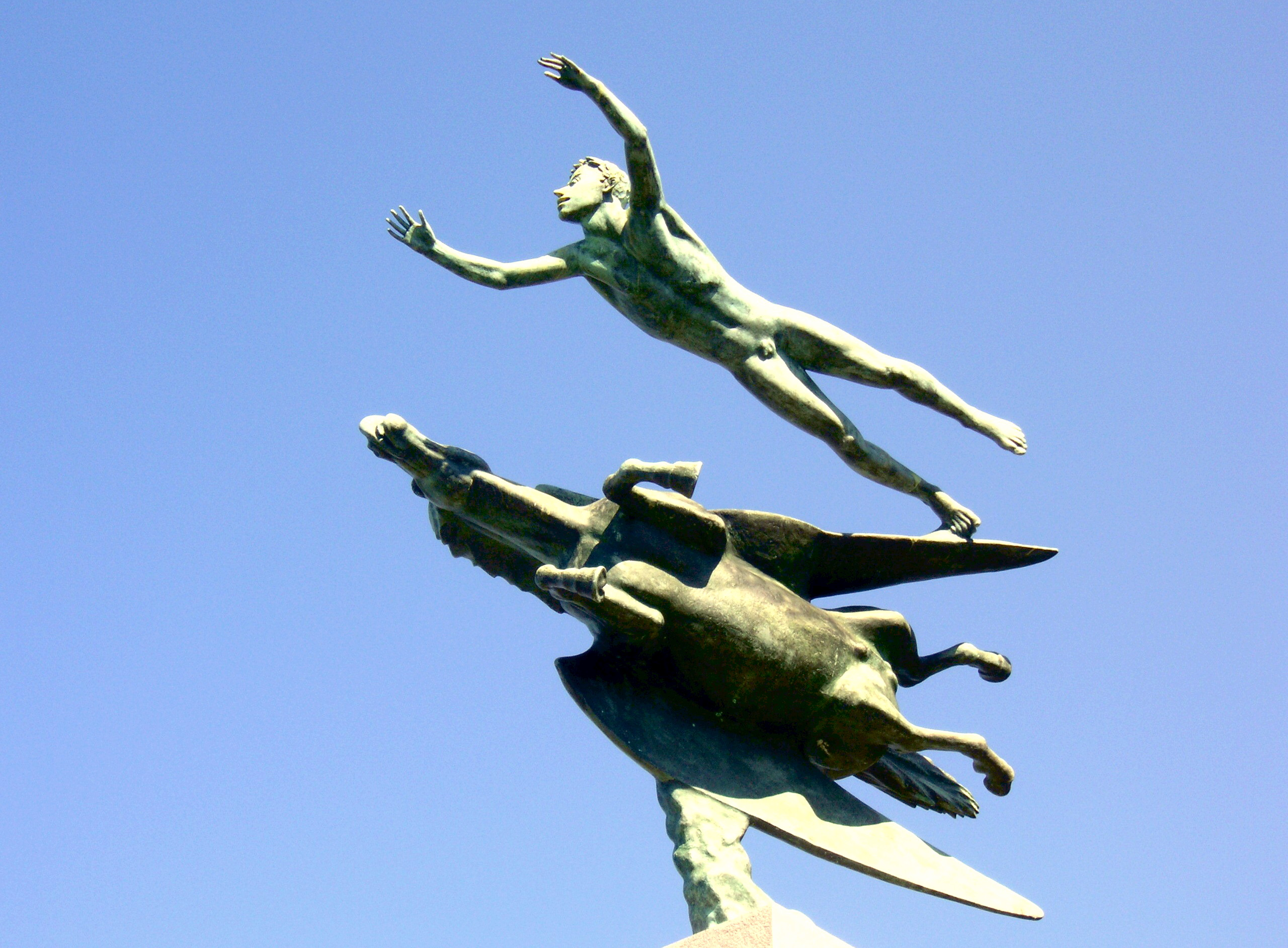
Человек и Пегас
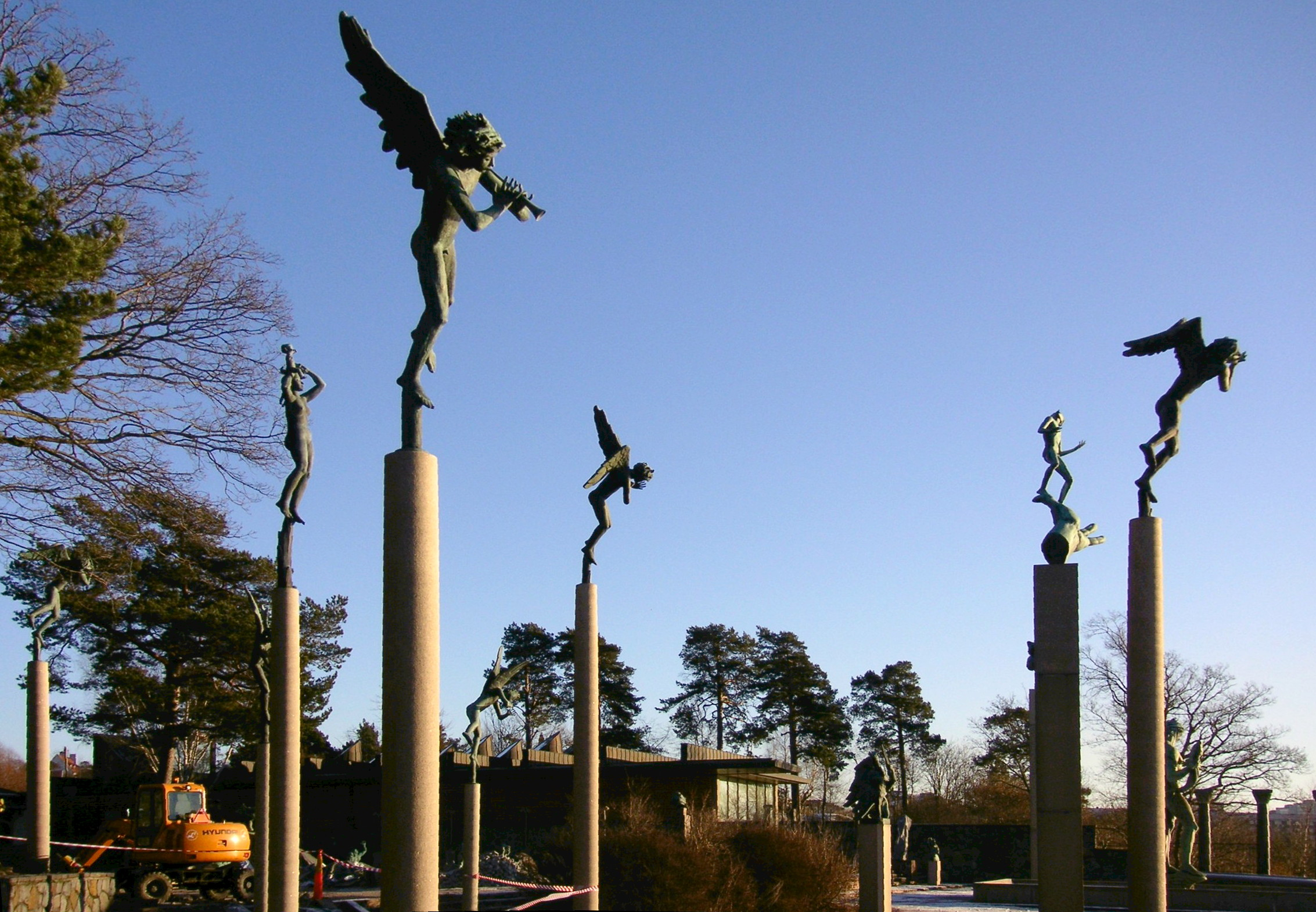
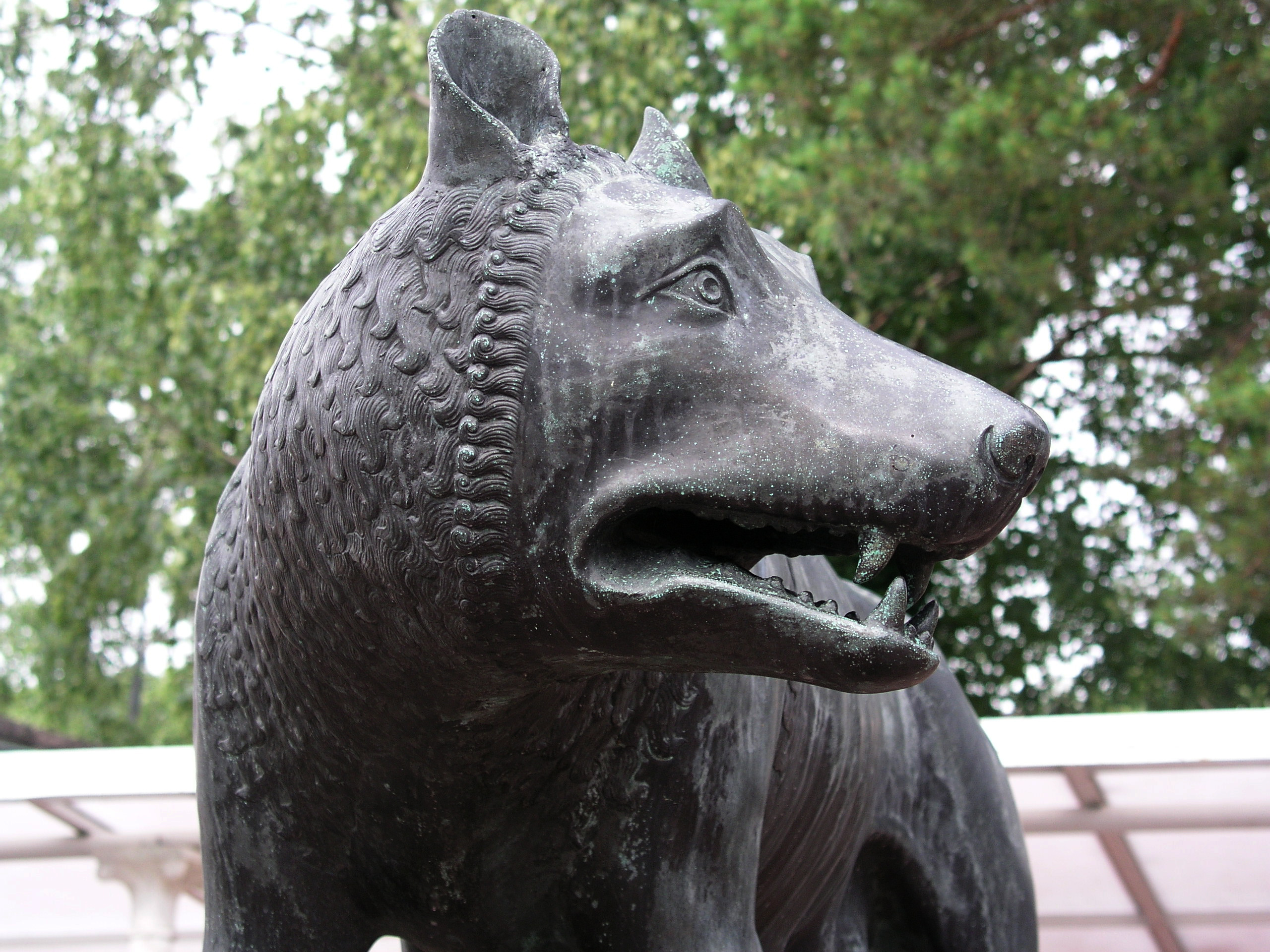
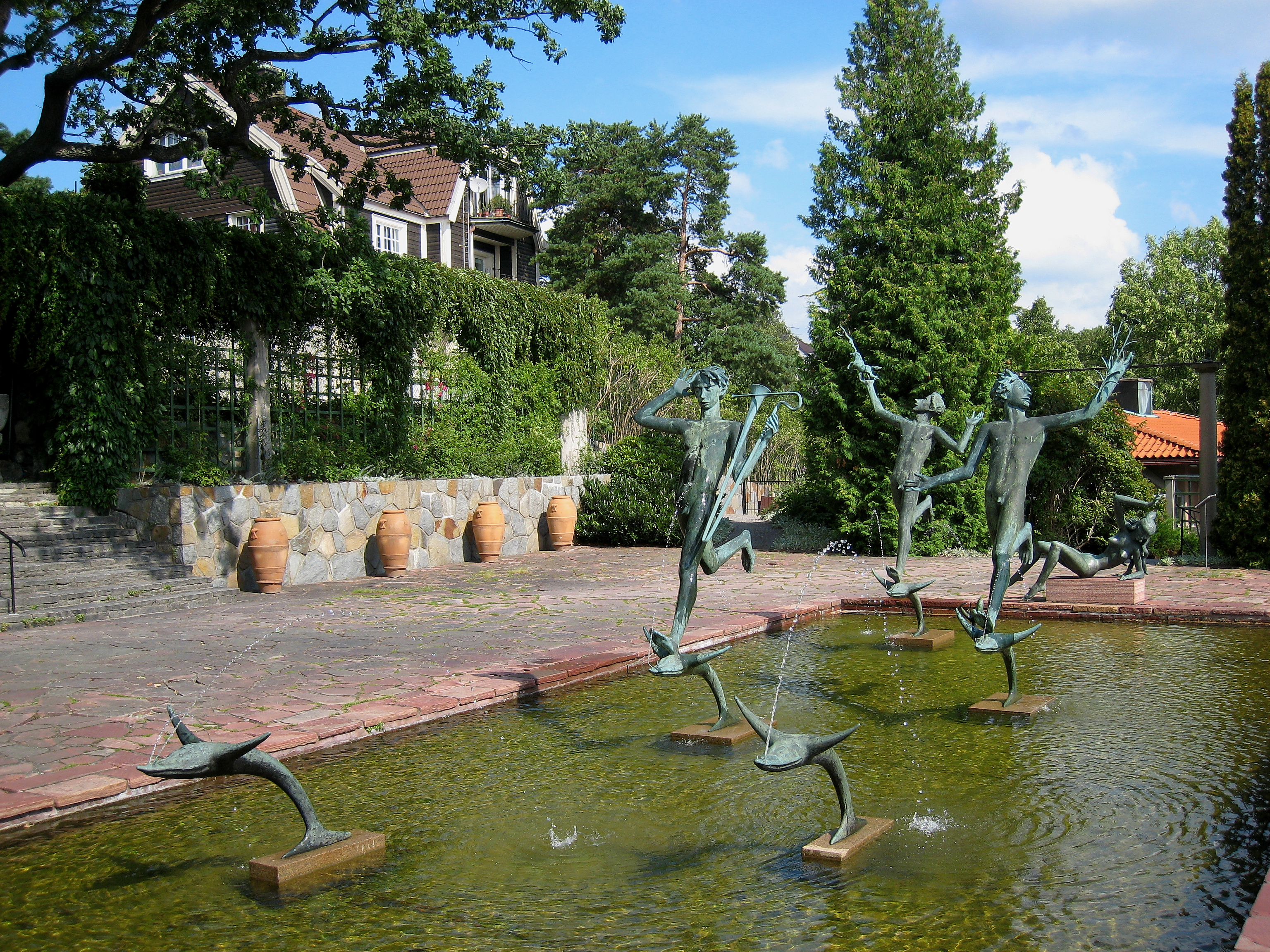
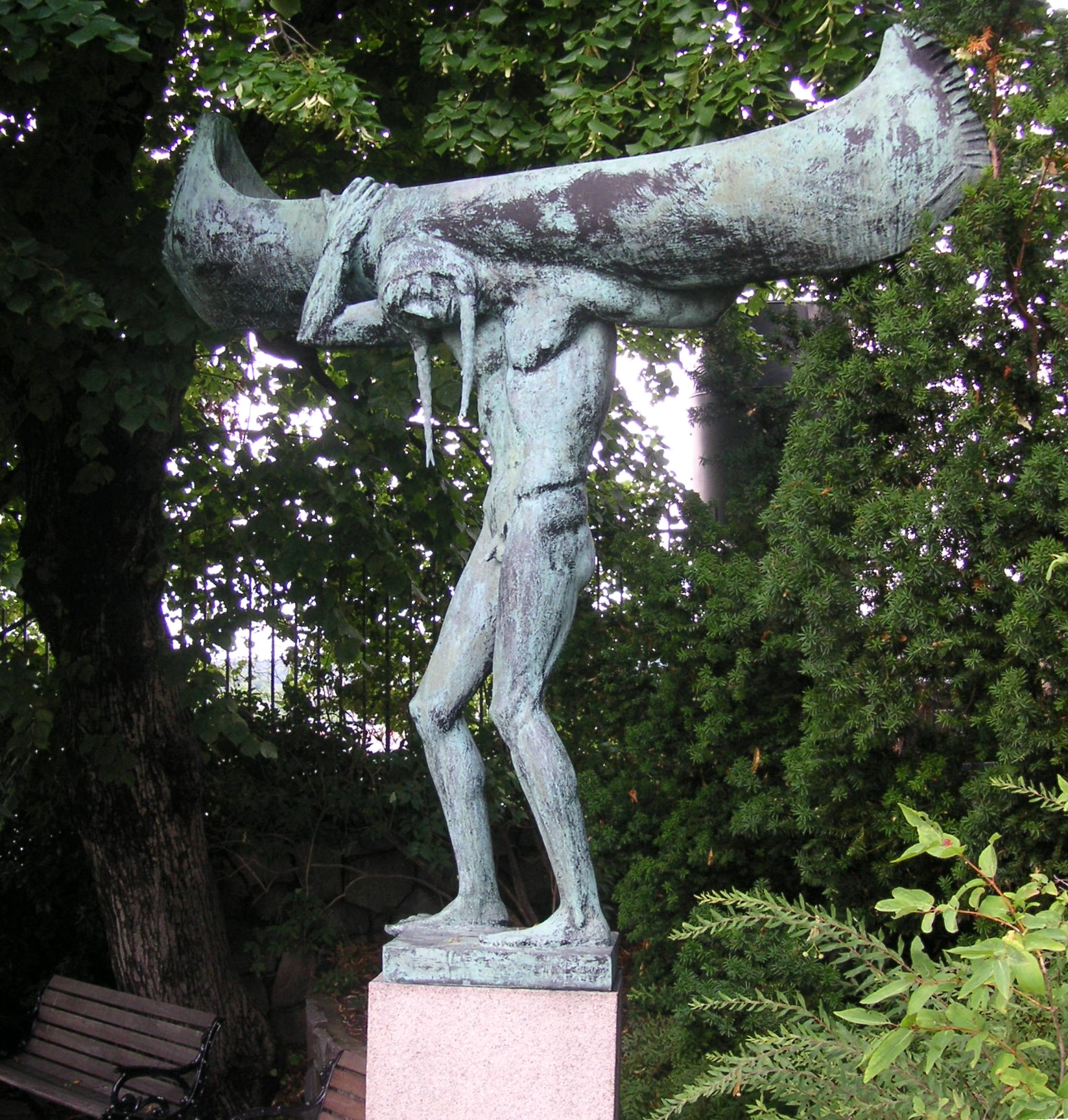
Индеец с каноэ